# Expozice Obecná škola
Expozice Obecná škola je muzejní expozice v Radkově, nachází se v budově bývalé školy v Radkově, čp. 35. Založena byla 26. srpna 2012 a to v rámci projektu muzeí Regionu Renesance.

## Historie
Obecná škola začala fungovat v Radkově v roce 1788, přibližně o sto let později byla vybudována nová budova školy a školní výuka se rozšířila do dvou tříd. V roce 1977 byla škola v Radkově zrušena, v roce 2007 získala obec budovu školy do svého majetku a ta byla mezi lety 2007 a 2010 rekonstruována. V roce 2012 byla instalována expozice Obecná škola. 18. srpna 2013 bylo u budovy školy instalováno sousoší s názvem "Pan učitel Zamazal s dětmi", Jan Karel Zamazal na škole působil mezi lety 1951–1958.

## Expozice
V rámci expozice je vystavěna třída obecné školy s dobovými lavicemi, kamny na tuhá paliva, literaturou a dobovými fotografiemi, V expozici je vystavena čítanka z roku 1905, učebnice matematiky z roku 1914 a slabikář z roku 1926.
Pro malou návštěvnost byla k 31. prosinci 2021 Expozice Obecná škola v Radkově zrušena.